# Xynobius discoidalis
Xynobius discoidalis är en stekelart som först beskrevs av Fischer 1957.  Xynobius discoidalis ingår i släktet Xynobius och familjen bracksteklar. Arten är reproducerande i Sverige. Inga underarter finns listade i Catalogue of Life.